# Рат у Малију
Рат у Малију је почео 16. јануара 2012. када су побуњеничке групе повеле борбу против малијске владе са циљем добијања шире аутономије или независности за север Малија, у области Азавад. Национални покрет за ослобођење Азавада, организација чији је циљ да од Азавада направи домовину за народ Туарега, контролисала је област од априла до јула 2012.
Председник Малија Амаду Тумани Туре је збачен у државном удару 22. марта 2012. због свог поступања у кризи, месец дана пре предвиђених председничких избора. Побуњени војници, који себе називају Национални комитет за обнову демократије и државе, преузели су власт и суспендовали устав. Као последица нестабилности изазване државним ударом, три највећа града на северу Малија Кидал, Гао и Тимбукту, за три дана су пали под власт побуњеника. Након што су освојили град Дуенца, Национални покрет за ослобођење Азавада је изјавио да је испунио своје циљеве и зауставио офанзиву. Следећег дана покрет је прогласио независност Азавада од Малија.
Национални покрет за ослобођење Азавада је у почетку подржавала исламистичка група Ансар Дине. Након што је војска Малија потиснута из Азавада, Ансар Дине је почела да уводи шеријатски закон. НПОА и исламисти су затим покушали да помире супротстављене визије о будућности проглашене државе. Као последица тога, НПОА је почела да се бори против Ансар Дине и других исламистичких група, укључујући и покрета за јединство и џихад у западној Африци, ћелије Ал Каиде у исламском Магребу. До 17. јула 2012. исламисти су преузели контролу над већином градова у северном Малију од НПОА.
Председник Француске Франсоа Оланд је 11. јануара 2013. одобрио захтев владе Малија за страну помоћ и наредио француској војсци да се укључи у сукоб.